# Giancarlo Marocchi
Giancarlo Marocchi (Imola, 4. lipnja 1965.) bivši je talijanski nogometaš koji je u svojoj karijeri nastupao za Bolognu i Juventus.
Karijeru je započeo u Bologni, a 1988. godine prešao je u Juventus. S Juventusom je osvojio više trofeja, no najupečatljiviji je svakako Liga prvaka 1996. godine. Nakon osvajanja Lige prvaka vratio se u Bolognu u kojoj je i završio karijeru.
Nastupao je za Italiju na svjetskom prvenstvu 1990. te je s reprezentacijom osvojio brončanu medalju. Danas je komentator na talijanskoj SkySport televiziji.